# 人類の友
この記事はフランス語版ウィキペディアにある同じ項目の記事の2009-06-28の版から翻訳された記事である。
この記事は英語版ウィキペディアにある同じ項目の記事の2010-08-05の版から翻訳された記事である。
人類の友（The Friends of Man ;Les Amis de l'Homme）は、かつて「ものみの塔聖書冊子協会・スイス支部」(1898年設立）の支部役員であった、フランス系スイス人のアレクサンデル・フライターク(Alexander F.L. Freytag ,1870-1947)によって1916年にスイスにて設立されたキリスト教系の新宗派である。　彼は最初にグループの名を「主の天使」(The Angel of the Lord)（この名称は「啓示の書（ヨハネの黙示録）」を基に霊感を受けて名づけられたとされる），また「エホバの天使聖書冊子協会」(Angel of Jehovah Bible and Tract Society)、などと名乗り、その後は「神の王国教会・人類の友いつくしみの集会」(Church of the Kingdom of God or the Philanthropic Assembly of the Friends of Man) という名で組織を設立した。　

## 沿革
フライタークは、彼自身による個人的な見解を発表し、「聖書研究者によるラオデキヤへのメッセージ 」(Le Message de Laodicée)と称するものを出版した頃にグループの活動は開始された。また彼は、ものみの塔(Watchtower)の創始者チャールズ・ラッセルの合法的な後継者であるとも主張していた。ゆえに彼は、当時ものみの塔2期目の会長であったジョセフ・ラザフォードによって、1920年に「ものみの塔聖書冊子協会」から追放されてしまった。彼は、「正義の統治」(Le Moniteur du Règne de Justice)という月刊誌、および大衆向けの週刊の会報誌(Le Journal pour tous)の、2冊の機関紙を出版した。

イタリアでの最初のコミュニティ（会衆）はトリノで、セバスティアーノ・チアドラ(Sebastiano Chiardola)によって1946年に設立された。
- いわゆる『エホバの証人』（ものみの塔）の分離派であるが、エホバの証人とは名乗っていない。

## 信条と実践
この派の神学は、秩序の回復（復楽園）と千年期王国説などキリスト教の根本的な教えを含むものである。それらの信条は『神聖な啓示』(The Divine Revelation ;La Divine Revelation, 1920)，『人類へのメッセージ』(The Message to Humanity ;Le Message à l’Humanité, 1922)，『永遠の命』(The Eternal Life ;La Vie éternelle, 1933)など、フライタークの著作集から見いだすことができる。　この派は“良いたより”すなわち聖書の教えを実行することによって、人格を変えてゆく必要を強調している。信者らは144000人の選ばれた者だけが神の王国の構成員とされ、天に行くことが許されると信じている。また、彼らはキリスト教の主要な教理である三位一体をいっさい認めず、唯一の神であるエホバ(Jehovah)の存在を信じている。　また彼らは菜食主義者（ベジタリアン）でもある。

1951年に、宗教的な教理の多くや組織の方針は転換され“神の王国教会”(Church of the Kingdom of God)という名称は法人名から抹消された。　その後は、恵まれない人々の救済支援や、災害救援活動、貧しい農民への物資の救援など、慈善運動に更なる方向転換をした。

彼らは、年2回の祝祭日、「万軍の主」の祝日（4月18日）と「小さな群れ」の祝日（10月18日）を祝う。毎週開かれる4つの集会は、おもに創始者の著作集の研究のために捧げられる。バプテスマ（洗礼）と記念式は、フランスでは行われず、隣国のスイスの支部で執り行われ祝われる。

## 組織
この派は、後年にはエドアルド・ルフェナー(Édouard Rufener)、その後はマリー・ルーリン(Marie Roulin)、さらにその後はコーリ(Mr. Kohli)のリーダーシップのもとで運営され、古参の長老がコミュニティ（会衆）を監督していた。

本拠地はスイスのジュネーヴ州カルティーニ(Cartigny)にあり、ここが伝道の拠点となっている。隣国のフランスでは、南西地方に強い宗教勢力があってロット・エ・ガロンヌ県のOrmeauxに移る以前より、国内の拠点がパリの第11区のRue Amelotに位置している。毎年１～２度の、講演会と芸術的な催し物とコンサートから成る“大会”が開かれる。地域の大会は、ヨーロッパ諸国、アルジェリアとモロッコでも開催されている。

ヨーロッパを中心に約71,500人もの信者がおり、本拠地のあるスイス、ドイツ、フランス、ベルギー、英国、アメリカ、メキシコ、ブラジル、カナダ、オーストラリアを含む20カ国、とりわけイタリアで活発である。
- 2010年9月・現在において、日本での活動は確認されていない。[11]

## 分離派
1947年、フライタークが死去したとき、彼の追随者のひとりでありローマ・カトリック系の学校教師でもあったバーナード・セイアス(Bernard Sayerce ,1912 - 1963)は、自分こそがフライタークの後継者であると主張した。当時900ほどあった、ほとんどすべてのフランスとベルギーの集会はこの新しいグループに加わり、1958年から1962年までの間に9700人もの信者で満たされた。1963年に「親愛なるママ」と呼ばれたリディ・サルトル(Lydie Sartre ,1898 - 1972)　、その後1971年にはジョセフ・ネラン(Joseph Neyrand ,1927 - 1981)が、セイアスに代わってこの組織の指導者となった。1984年には、この派は"Amis sans frontières"（フランス語で「国境の無い友」）と名づけられた。

## 宗教問題
- ベルギーでは、「政府の文書によってカルトと分類された団体」のひとつに指定されている。（ベルギー代議院の社会正義委員会による、調査委員会(1997)発表の資料から）

## 参考資料
- 『エホバの証人の年鑑 1987』 ものみの塔聖書冊子協会(1988年) p.126-127
- 『エホバの証人 - 神の王国をふれ告げる人々』WATCHTOWER Bible and Tract Society of Pennsylvania，ものみの塔聖書冊子協会（1993年）　p.628